# Battaglia della Linea di Tannenberg
La battaglia della Linea di Tannenberg (in tedesco: Die Schlacht um die Tannenbergstellung; in russo: Битва за линию «Танненберг») conosciuta anche come battaglia delle Colline Blu (in estone: Sinimägede lahing) fu una feroce battaglia sul fronte orientale combattuta durante la seconda guerra mondiale tra le forze tedesche del Gruppo Armate Narva e le forze sovietiche del Fronte di Leningrado dal 25 luglio al 10 agosto 1944. Lo scontro fu combattuto per il controllo dello strategico Istmo di Narva, volto a impedire l'invasione della Prussia Orientale da parte delle preponderanti forze sovietiche e va a inserirsi nel quadro più ampio della battaglia di Narva. 
La difesa contro le divisioni sovietiche venne sostenuta principalmente dalle forze delle Waffen-SS, con l'ausilio di diversi reparti ausiliari composti da olandesi, valloni e Volksdeutsche, con oltre metà dei reparti di fanteria composti da volontari estoni della 20. Waffen-Grenadier-Division der SS. La battaglia si concluse con una vittoria difensiva tedesca, con 22 250 soldati delle SS che riuscirono a respingere l'assalto di oltre 136 830 soldati sovietici infliggendo perdite gravissime al nemico.

## Forze in campo

### Unione Sovietica
Non esiste una completa panoramica dell'ordine di battaglia delle forze sovietiche, né l'entità totale delle forze che presero parte allo scontro della Linea di Tannenberg, se non che la superiorità numerica rispetto alle forze tedesche fosse preponderante. Al 29 luglio, quarto giorno dell'offensiva, il generale Leonid Govorov aveva a sua disposizione una forza di circa undici divisioni di fanteria e almeno sei reggimenti di carri. Le forze sovietiche che soffrirono pesanti perdite nei combattimenti precedenti erano state rinforzate con truppe fresche, mentre lo schieramento delle artiglierie sovietiche comprendeva le divisioni del 109º, 117º e 122º Corpo Fucilieri. Il 109º e il 117º Corpo erano concentranti in prossimità del Sinimäed, mentre il 122º venne schierato sul fianco meridionale in prossimità della Parrocchia di Vaivara.

### Germania
La situazione tedesca nel settore era assai critica, in quanto le forze germaniche non potevano opporre alla preponderante superiorità numerica che pochi reggimenti di fanteria esausti e senza riserve, praticamente senza supporto aereo e sotto il continuo fuoco dell'artiglieria nemica. Il generale Anton Gasser, che comandava il gruppo armate Narwa incaricato della difesa della Prussia Orientale, era molto scettico riguardo alle possibilità di resistenza delle truppe del Gruppenführer Felix Steiner: infatti, sebbene le truppe fossero dotate di munizioni e armamenti sufficienti, l'assenza di supporto aereo e l'idea che il morale e lo spirito combattivo delle truppe fossero bassi faceva credere a Gasser che, a meno di non concentrare maggiori rinforzi nel settore, le truppe di Steiner non sarebbero state in grado di resistere a lungo contro i sovietici, cosa che successivamente venne smentita dallo svolgimento della battaglia. Gasser si rivolse al comando del Gruppo Armate Nord, chiedendo che venissero destinati rinforzi alla Linea di Tannenberg, ma il generale Ferdinand Schörner riferì che aveva provato più volte a sollecitare il Führer sulla necessità di rinforzi e che l'unica risposta di Hitler era stato l'ordine per le unità presenti sul campo di combattere fino all'ultimo uomo e il divieto di ritirarsi. Al 28 luglio l'ordine di battaglia germanico era il seguente:
- III SS Panzer Corps – SS-Gruppenführer Felix Steiner
  - Divisione SS Nordland – SS-Brigadeführer Joachim Ziegler
    - SS Panzergenadier Regiment 23 Norge – SS-Obersturmbannführer Fritz Knöchlein
    - SS Panzergrenadier Reggimento 24 Danmark

  - 20ª divisione Waffen Grenadier della SS (1ª estone) – SS-Brigadeführer Franz Augsberger
    - Waffen Grenadier Regiment 45 – Waffen-Obersturmbannführer Harald Riipalu
    - Waffen Grenadier Regiment 46
    - Waffen Grenadier Regiment 47
    - Reggimento di artiglieria

  - 4ª brigata volontaria Panzergrenadier SS Paesi Bassi – SS-Brigadeführer Jürgen Wagner
    - 4ª SS Panzergrenadier Regiment De Ruyter
    - 5º SS Volontario Sturmbrigade Wallonien – SS-Sturmbannführer Léon Degrelle
    - 6º Volontario SS Sturmbrigade Langemarck - SS-Sturmbannführer Conrad Schellong

  - 227ª divisione di fanteria - Generalmajor der Reserve Massimiliano Wengler
  - 113º reggimento di sicurezza
- XXVI Corpo d'armata – General der Infanterie Anton Grasser
  - 11ª divisione di fanteria - Generalleutnant Hellmuth Reymann
  - 300ª divisione per usi speciali – Generalmajor Rudolf Höfer

Corpi separati:
- Quattro battaglioni di Polizia Ausiliaria Estone
- Settore orientale, difesa costiera – Generalleutnant Alfons Luczny
- Due reggimenti di difesa delle frontiere estoni
- 513º battaglione di artiglieria navale
- 502º battaglione Panzer pesante
- 752º battaglione anticarro

Totale: 22 250 truppe schierate in venticinque battaglioni estoni e ventiquattro tedeschi, olandesi, danesi, fiamminghi, italiani, norvegesi e valloni.

## Lo scontro

### Collina Orfanotrofio

#### 26 Luglio
Il 26 luglio, mentre le forze del Fronte di Leningrado incalzavano le truppe germaniche in ritirata, un poderoso attacco sovietico si abbatté sulle posizioni tedesche della Linea di Tannenberg, anche se in anticipo rispetto all'arrivo della maggior parte delle forze previste per l'attacco. L'artiglieria e l'aviazione sovietica martellarono le postazioni tedesche con bombe e proiettili, distruggendo praticamente la totalità della foresta che ricopriva la collina. Nel mentre la 201ª e la 256ª divisione fucilieri, sostenute dal 98º reggimento corazzato, presero d'assalto le posizioni tenute dai militi della Divisione SS Nordland, conquistando il lato orientale della Collina dell'Orfano.

#### 27 Luglio
La mattina del 27 luglio le forze sovietiche lanciarono un nuovo poderoso attacco contro le posizioni tedesche, martellando con un violento fuoco di artiglieria la cima della collina. Per tamponare la difesa, il comandante Steiner schierò gli 8 carri armati di cui disponeva, ma il fronte tedesco, tenuto dalla Nordland e da una compagnia della Divisione Estone, minacciava comunque di crollare sotto l'insostenibile pressione nemica. 
Con il rischio di uno sfondamento, Schröner giunse di persona dietro la linea del fronte e nel corso di una riunione ordinò a Fritz Von Scholz e a Felix Steiner di riconquistare il saliente orientale della collina dell'Orfanotrofio a qualsiasi costo, chiedendo inoltre ai soldati di resistere fanaticamente sulle posizioni e di contrattaccare non appena si fosse aperto uno spiraglio. Lo stesso giorno il comandante Von Scholz venne mortalmente ferito da una salva di artiglieria sovietica mentre lasciava la sua postazione di comando per distribuire gli ordini.

#### 28 Luglio
Il giorno successivo le forze sovietiche della 2ª Armata d'assalto vennero rafforzate dal 31º e dall'82º reggimento corazzato, tre brigate di artiglieria da campagna e da nove reggimenti di artiglieria pesante. Quella sera le forze tedesche tentarono di riconquistare la Collina dell'Orfanotrofio ricorrendo alla tattica di infiltrare nelle trincee occupate dai sovietici piccole pattuglie le quali, con violenti attacchi a sorpresa servendosi granate e feroci combattimenti corpo a corpo, riuscirono a liberare il saliente e a rioccupare le posizioni precedentemente perdute. L'attacco tedesco venne tuttavia fermato dall'intervento delle truppe corazzate sovietiche.